# 하북도
하북도(河北道)는 당나라 시기에 설치된 중국의 옛 행정 구역으로 지금의 허베이성 지역을 관할했다.

## 역사
수말당초에는 두건덕이 차지하고 있었으나, 그를 정복하면서 당나라에 편입되었다. 623년(당 고조 무덕 6년) 1년 동안 정주가 대총관부로 승격되면서 하북 지역의 32개 주를 관할하게 되었다. 627년(당 태종 정관 원년)에야 정식으로 설치되었지만 안사의 난 이후에 당나라 전역에 절도사가 파견되면서 유명무실해졌다. 하북도 소속의 각 주는 여러 절도사의 관할지로 분리되었다.

## 행정 구역
회주(懷州) · 위주(衛州) · 상주(相州) · 위주(魏州) · 전주(澶州) · 박주(博州) · 패주(貝州) · 명주(洺州) · 자주(磁州) · 형주(邢州) · 조주(趙州) · 진주(鎭州) · 기주(冀州) · 심주(深州) · 창주(滄州) · 경주(景州) · 덕주(德州) · 정주(定州) · 역주(易州) · 영주(瀛州) · 막주(莫州) · 유주(幽州) · 탁주(涿州) · 계주(薊州) · 단주(檀州) · 규주(嬀州) · 평주(平州) · 순주(順州) · 귀순주(歸順州) · 영주(營州) · 연주(燕州)
아래의 주는 만주 지역에 설치되었으나 거란의 성장과 나당전쟁, 고구려 유민의 저항, 발해의 대두 등으로 인해 당나라가 만주에 대한 통제력을 상실하면서 유주의 속주로 전락했던 곳에 해당한다. 
위주(威州)·신주(慎州)·현주(玄州)·숭주(崇州)·내빈주(來賓州)·선주(鮮州)·대주(帶州)·여주(黎州)·옥주(沃州)·창주(昌州)·귀의주(歸義州)·서주(瑞州)·청산주(靑山州)·늠주(凜州)·안동도호부
안사의 난 이후에는 다음과 같은 방식으로 절도사에 소속되었다.
| 명칭           | 한자           | 치소주     | 속주 |
| -------------- | -------------- | ---------- | --- |
| 유주절도사     | 幽州節度使     | 유주(幽州) | 유주·탁주(涿州)·영주(瀛州)·막주(莫州)·단주(檀州)·계주(薊州)·평주(平州)·영주(營州)·규주(嬀州)·순주(順州) |
| 의무군절도사   | 義武軍節度使   | 정주(定州) | 정주·역주(易州)·기주(祁州)                                                                              |
| 성덕군절도사   | 成德軍節度使   | 항주(恆州) | 항주·조주(趙州)·기주(冀州)·심주(深州)                                                                   |
| 의창군절도사   | 義昌軍節度使   | 창주(滄州) | 창주·경주(景州)·덕주(德州)                                                                              |
| 위박절도사     | 魏博節度使     | 위주(魏州) | 위주·패주(貝州)·박주(博州)·상주(相州)·전주(澶州)·위주(衛州)                                             |
| 소의군절도사   | 昭義軍節度使   | 노주(潞州) | 노주·택주(澤州)·형주(邢州)·명주(洺州)·자주(磁州)                                                        |
| 하양삼성절도사 | 河陽三城節度使 | 맹주(孟州) | 맹주·회주(懷州)                                                                                         |